# 苏星
苏星（1926年—2008年4月12日），原名王振寰，男，祖籍山东莱阳，生于热河省建平县，中国经济学家，中共中央党校原副校长，《求是》杂志原总编辑，第五、六、七、八届全国政协委员。